# NGC 6167
NGC 6167 (другие обозначения — OCL 971, ESO 226-SC16) — рассеянное скопление в созвездии Наугольник.
Этот объект входит в число перечисленных в оригинальной редакции «Нового общего каталога».